# Бо Ренулт ан Уш
Бо Ренулт ан Уш (фр. Bosc-Renoult-en-Ouche) насеље је и општина у северној Француској у региону Горња Нормандија, у департману Ер која припада префектури Берне.
По подацима из 2011. године у општини је живело 157 становника, а густина насељености је износила 20,0 становника/km². Општина се простире на површини од 7,85 km². Налази се на средњој надморској висини од 24 метара (максималној 189 m, а минималној 132 m).

## Демографија
| 1962. | 1968. | 1975. | 1982. | 1990. | 1999. | 2011. |
| ----- | ----- | ----- | ----- | ----- | ----- | ----- |
| 133   | 153   | 163   | 176   | 154   | 139   | 157   |

График промене броја становника у току последњих година